# Zlatko Baloković

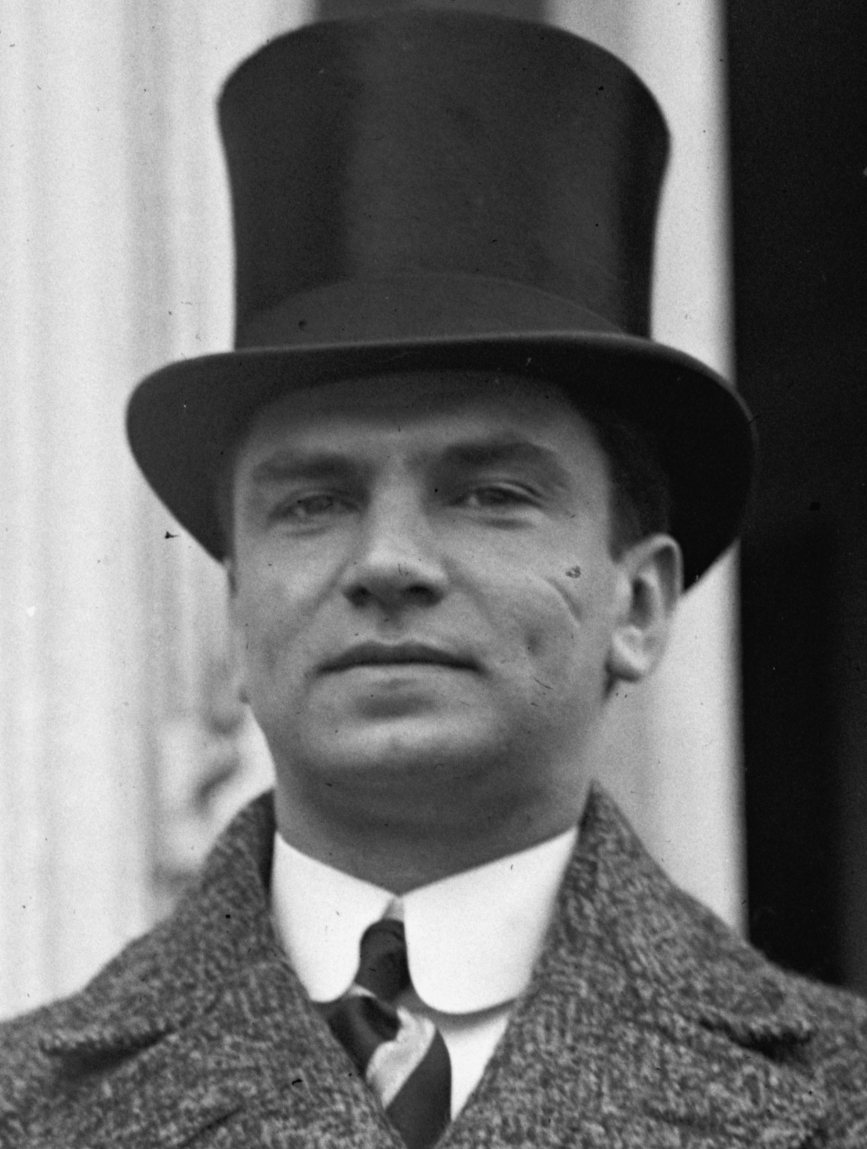
Zlatko Baloković 1925

Zlatko Baloković (* 31. März 1895 in Zagreb; † 29. März 1965 in Venedig) war ein kroatischer Violinist.

## Leben
Baloković erhielt seinen ersten Geigenunterricht im Alter von 10 Jahren. Bereits nach drei Jahren setzte er seine Ausbildung an der Prager Meisterschule unter der Leitung von Otakar Ševčík fort.
Im Jahr 1913 spielte er mit dem Zagreber Philharmonie Orchester in Moskau und Berlin. Im selben Jahr erhielt er den österreichischen Staatspreis. Von 1920 bis 1923 arbeitete er in London, im Jahr 1924 in New York. Im Jahr 1926 heiratete er die Opernsängerin Joyce Borden (1897–1971). Später unternahm er mit ihr Konzerttourneen durch ganz Europa und 1931/32 eine Welttournee, die ihn auch nach Asien führte.